# Marque d'identification des aéronefs (A-C)
En raison de sa taille l'article Marques d'identification des aéronefs est subdivisé en quatre pages :
- Marque d'identification des aéronefs (A-C)
- Marque d'identification des aéronefs (D-J)
- Marque d'identification des aéronefs (K-P)
- Marque d'identification des aéronefs (Q-Z)

L'ensemble de ces quatre pages donne les marques d'identification des aéronefs.
Cet article présente les marques d'identification des appareils militaires du monde, aussi appelés cocardes.
Apparues durant la Première Guerre mondiale, les appareils étaient identifiés par divers symboles fantaisistes.
Ce n'est que par la suite qu'une normalisation s'opéra. La signalisation se trouve sur les côtés du fuselage, sur le dos ou le ventre des ailes, elle est généralement en cocarde mais peut être de forme triangulaire, en croix, en étoile ou autres formes, on en retrouve parfois sur la dérive ou le pennon de queue (souvent de forme rectangulaire).

## A
| Image 1        | Image 2           | Image 3  | Pays |
| -------------- | ----------------- | -------- | --- |
| A: B: C: D: E: | A: B: C:          |          | Afghanistan -Image 1 : - Depuis 2001 : -A : Triangle en 3 parties égales: gauche en vert, droite en noire et bas en rouge, sur chaque côté une initiale de l'expression: Afghan Melli-e Ourdou (Armée nationale afghane), le tout sur un cercle blanc. -B, C, D: Variante de dispositions des 3 couleurs -E : variante cerclée en noir -Image 2 : -A : de 1983 à 1994 : Étoile rouge sur fond blanc, bordurée de vert, rouge et noir. -B : de 1967 à 1979 : Triangle en 3 parties égales: gauche en vert, droite en noire et bas en rouge, sur chaque côté une initiale de l'expression: Afghan Hawa-e Ourdou (Armée de l'air Afghane), le tout sur un cercle blanc. -C : de 1936 à 1967 : cocarde : centre noir, milieu rouge et extérieur vert. -D : de 1936 à 1967 : Dérive : trois parties : gauche en noir, centre en rouge et droite en vert. Image 3 : - De 1924 à 1929 : Cocarde en étoile à huit branches sectionnée noir et blanc, au centre la représentation en noir d'un temple . |
|                | A: B: C: D: E: F: |          | Afrique du Sud -Image 1 : - depuis 2003 : -Fuselage : cocarde: cercle bleu avec un aigle doré entouré d'une étoile à 9 pointes. -Dérive : drapeaux en trois parties : gauche en orange, centre en blanc et droite en bleu. -Image 2 : -A : de 1924 à 1947 : cocarde : Springbok orange sur fond blanc cerclé en bleu. -B : De 1947 à 1957, officiel en 1950: Cocarde: 3 cercles: centre orange, milieu blanc et extérieur bleu. -C : De 1957 à 1994 : Cocarde: Springbok sur fond bleu en forme d'hexagone à cinq pointes, le tout borduré de blanc. -D : variante de l'image C pour la basse visibilité -E : De 1994 à 2003 : Cocarde: Aigle jaune sur fond bleu en forme d'hexagone à cinq pointes, le tout borduré de blanc. -F : Variante de l'image E pour la basse visibilité |
|                |                   |          | Albanie -Image 1 : - Ancienne cocarde : Fuselage : Rond central noir au 2/3 cerclé de rouge avec au centre une étoile rouge. - Ancienne dérive drapeaux séparé en 3 parties horizontales : 1re et 3e en rouge, 2e en noire avec une étoile rouge au centre. -Image 2 : - Nouvelle cocarde: En 3 cercles: central rouge, milieu noir et supérieur rouge. |
|                |                   |          | Algérie - Image 1 : - Depuis 1964 : Fuselage : Cocarde: Cercle séparé en 2 couleurs verte (toujours vers l'avant) et blanc borduré de noir, un croissant de lune rouge sur le dessus, une étoile rouge entre les pointes du croissant. - Image 2 : - Depuis 1962 : Dérive : drapeau scindé en deux en vert (toujours vers l'avant) et en blanc, un croissant de lune rouge sur le dessus, une étoile rouge entre les pointes du croissant. Image 3 : - De 1962 à 1964 : Cocarde: Cercle séparé en 2 couleurs verte (toujours vers l'avant) et blanc borduré de noir, un croissant de lune rouge sur le dessus, une étoile rouge entre les pointes du croissant, sur les côtés 3 bandes en forme d'aile: supérieur blanche, milieu rouge, inférieur rouge. |
|                |                   |          | Allemagne de l'Ouest Fuselage : Croix pattée noire. Dérive : drapeau en trois parties horizontales: haut en noir, milieu en rouge et bas en jaune. |
|                |                   |          | Allemagne de l'Est Fuselage : Cocarde en losange (la lecture est toujours la même quel que soit le côté de l'appareil) en 3 parties: gauche en noire, centre en rouge et droite en jaune, au centre une couronne d'épis de blé jaune enrubannée d'un ruban aux couleurs du pays, auquel est aussi centré un compas jaune superposé à un marteau du même. Dérive : idem. |
|                |                   |          | Angola Image 1 : - Depuis 1980 : Fuselage : deux parties imbriquées rouge et noir, une étoile jaune sur le centre. Image 2 : - De 1975 à 1980 : Cocarde en 2 cercles centre noir avec une étoile jaune, extérieur en rouge. Image 3 : - En 1975 : Cocarde en 3 cercles: centre noir, milieu jaune, extérieur rouge. |
|                |                   |          | Arabie saoudite -Image 1 : Fuselage : Cocarde en trois cercles : centre et supérieur en vert, milieu en blanc, sur le cercle du centre un palmier avec 2 sabres croisé manches vers le bas le tout en blanc. Basse visibilité: idem mis à part les couleurs: vert en gris et blanc invisible. Image 2 : Dérive : drapeaux national: vert avec les inscriptions en arabe Il n'y a d'autres divinités si ce n'est Allah, et Mahomet est son prophète, dessous un sabre pointe vers la gauche, le tout en blanc. |
|                |                   |          | Argentine -Image 1 : Fuselage : Cocarde: 3 cercles: central et supérieur en bleu, milieu en blanc. Dérive : Drapeau séparé en 3 parties verticales: 1re et 3e en bleu, 2nde en blanc avec un rond jaune au centre. -Image 2 : Fuselage : Cocarde: cercle blanc borduré en bleu/blanc/bleu, une ancre noire avec filin à son centre un soleil jaune, traversé horizontalement par un manche ayant à sa gauche un bonnet phrygien. Dérive : idem Image 1 |
| A: B: C:       |                   |          | Arménie -Image 1 : - Depuis 1996 : -A : Cocarde en 4 cercles: centre blanc, milieu inférieur orange, milieu supérieur bleu, supérieur rouge. -B : Variante: Cocarde en 3 cercles: idem A avec le cercle blanc en moins. -C : variante: Idem B mais les cercles sont proportionnés. -Image 2 : - DE 1991 à 1996 : Ancienne cocarde: cercle divisé en 3 parties horizontales: haut rouge, centre bleu, bas orange. Image 3 : - Depuis 1991 : Cocarde en étoile: rouge bordurée blanc liserée rouge. Ancienne cocarde de l'U.R.S.S. gardé sur certains aéronefs. |
|                |                   | A: B: C: | Australie -Image 1 : - Depuis 1956 : Fuselage : Cocarde: Kangourou rouge sous fond blanc cerclé en bleu. La tête est toujours tournée vers l'avant. Dérive : Drapeau séparé en 3 parties verticales: gauche en rouge, milieu en blanc et droite en bleu. -Image 2 : - Depuis 1982 : Cocarde basse visibilité. Image 3 : -A : de 1915 à 1942 : cocarde en trois cercles : centre rouge (petit), milieu blanc, extérieur bleu. Similitude avec la R.A.F -B : De 1942 à 1946 : basse visibilité: Cocarde en deux cercles : centre blanc, bordure bleu. -C : De 1943 à 1946 : cocarde en deux cercles: centre blanc, extérieur bleu. |
|                |                   |          | Autriche Image 1 : - De 1936 à 1938 et depuis 1945 : Cocarde: cercle rouge avec un triangle blanc pointe en bas, uniquement placé sur l'aile droite et sous l'aile gauche. Image 2 : - De 1918 à 1920 et de 1938 à 1945 : Croix alaisée vuidée aux angles. Image 3 : - De 1915 à 1918 : Croix pattée noire. |
|                |                   |          | Azerbaïdjan Image 1 : - Depuis 1991 : Cocarde: Cercle borduré de blanc, divisé en 3 parties horizontales: haut en bleu, centre en rouge, bas en vert, au centre un croissant de lune blanc et une étoile à 8 branches entre les pointes. Image 2 : - Depuis 1991 : Cocarde en étoile: rouge bordurée blanc liserée rouge. Ancienne cocarde de l'U.R.S.S. gardé sur certains aéronefs. |

## B
| Image1 | Image 2 | Image 3 | Pays |
| ------ | ------- | ------- | --- |
|        |         |         | Bahamas - Depuis 1976 : Fuselage : Reprise du drapeau national: en 3 parties horizontales: haut et bas en bleu ciel, centre en blanc, sur la partie gauche un triangle noir. Adopté avec les couleurs nationale en 1973. |
|        |         |         | Bahreïn - Depuis 1977 : -Image 1 : Fuselage : Cocarde actuelle: 5 cercles à partir du centre alternance blanc et rouge du centre. -Image 2 : Fuselage : Reprise du drapeau national: Drapeau rouge avec sur le premier quart gauche une bande blanche à 5 pointes. La bande est toujours vers l'avant. Ancienne : De 1972 à 2002 : Drapeau rouge avec sur le premier quart gauche une bande blanche à 8 pointes. |
|        |         |         | Bangladesh - Depuis 1971 : -Image 1 : Fuselage : Cocarde en 2 cercles: centre en rouge et extérieur en vert, parfois cerclé de blanc. -Image 2 : Dérive : drapeau vert avec à son centre un cercle rouge. |
|        |         |         | Barbade - Depuis 1981 : Image 1 : Fuselage : Cocarde: en 3 partie verticales: gauche et droite en bleu, centre en jaune avec un trident noir en son centre. Image 2 : Dérive : reprise du drapeau national: 3 bandes verticales: Gauche et droite bleu, centre jaune avec un trident noir. |
|        |         |         | Belize Fuselage : la cocarde reprend le drapeau national depuis son indépendance en 1981 |
|        |         | A: B:   | Belgique - de 1915 à 1940 et depuis 1949 : -Image 1 : Fuselage : Cocarde: 3 cercles: central en noir, milieu en jaune, supérieur en rouge Dérive : Drapeau séparé en 3 parties verticales: gauche en noir, central en jaune et droite en rouge -Image 2 : Fuselage : Cocarde: 3 cercles: central en noir, milieu en jaune, supérieur en rouge, borduré en bleu Dérive : Drapeau séparé en 3 parties verticales: gauche en noir, central en jaune et droite en rouge - de 1945 à 1948 : Image 3 : -A : Fuselage : Cocarde en trois cercles : centre noir, milieu jaune (très fin), extérieur rouge (large). -B : Dérive :drapeau en trois parties horizontales : gauche rouge, milieu jaune (très fin), droit noir. |
|        |         | A: B:   | Bénin - De 1967 à 1975 et depuis 1991 : -Image 1 : Fuselage : cocarde divisée en deux parties : 1re partie à gauche en vert, 2e partie divisée en 2 : haut en jaune et bas en rouge; le tout est parfois borduré en jaune. -Image 2 : Dérive : en drapeau divisée en deux parties : 1re partie à gauche en vert, 2e partie divisée en 2 : haut en jaune et bas en rouge. - De 1975 à 1991 : -Image 3 -A : Fuselage : cocarde verte avec une petite étoile rouge. -B : Dérive : cocarde carré vert avec une étoile petite rouge. |
|        |         |         | Biélorussie - Depuis 1991 : Fuselage et dérive : -Nouvelle cocarde : étoile rouge bordurée de blanc et rouge. -Ancienne marque : trois parties verticales : haut et bas en blanc, centre en rouge. |
|        |         |         | Birmanie Fuselage : Cocarde triangulaire: 3 triangles: central en jaune, milieu en blanc, supérieur en bleu. Dérive : Drapeau séparé en 3 parties verticales: gauche en jaune, central en blanc et droite en bleu. |
|        |         |         | Bolivie Fuselage : Cocarde: 3 cercles: central en vert, milieu en jaune, supérieur en rouge Dérive : drapeaux séparé en 3 parties horizontales: Haut en rouge, milieu en jaune et bas en vert |
|        |         |         | Bosnie-Herzégovine - Depuis 2007 : -Image 1 : En écu: coupé en deux, la première partie, d'or est un triangle isocèle, la seconde partie, d'azur, à la file indienne, sept étoiles d'argent à cinq branches. - de 1992 à 1998 : -Image 2 : En écu: bleu bordé or, coupé d'une bande blanche en biais, 3 fleurs de lys d'or à chaque extrémités. - de 1946 à 1991 : -Image 3 : Drapeau rouge avec en haut à gauche le drapeau de l'ex-Yougoslavie. |
|        |         |         | Bosnie-Herzégovine (Fédération de) dérive : reprise du drapeau national : en trois bandes verticales: gauche en rouge, droite en vert, centre plus large en, blanc avec un blason en écu divisé en deux parties horizontales : partie haute en blanc sur la gauche un écu vert bordé or avec une fleur de lys en or, sur la droite un écu rempli en damier blanc/rouge, partie basse en bleu avec 10 étoiles blanches à 6 branches en cercle. |
|        |         |         | Botswana Fuselage : Cocarde en triangle: 3 triangles pointes en bas, centre en noir, milieu en blanc supérieur en bleu. Dérive :drapeau en trois parties horizontales : haut en bleu, centre en blanc, bas en noir. |
|        |         |         | Brésil - Depuis 1918 : -Image 1 : Fuselage : Cocarde en étoile: Étoile à 5 branches vertes et jaunes, avec au centre un cercle bleu borduré en blanc. Dérive : en deux parties : gauche en vert et droite en jaune. - de 1914 à 1918 : -Image 2 : Fuselage : Cocarde : trois cercles : central en bleu, milieu en jaune, supérieur en vert. - De 1943 à 1945 : -Image 3 : Fuselage : Cocarde: Bleue avec une étoile à 5 branches vertes et jaunes, avec au centre un cercle bleu borduré en blanc, une patte blanche bordurée bleu de chaque côté. Cocarde utilisée lors des opérations de la Seconde Guerre mondiale en Europe.                                                                                   |
|        |         |         | Brésil (marine) - Depuis 1914 : -Image 1 : Fuselage : Cocarde: 3 cercles: central en bleu, milieu en jaune, supérieur en vert. Dérive : trois parties verticales : gauche en bleu, centre en jaune et droite en vert. |
|        |         |         | Brunei Image 1 : Fuselage : cocarde de 4 cercles centre en jaune, milieu inférieur en blanc, milieu supérieur en vert, supérieur en rouge, le cercle central et le milieu supérieur sont plus larges. - Depuis 1975 : Image 2 : Dérive : en drapeau de 4 parties verticales: gauche rouge, milieu gauche noir, milieu droit blanc, droit jaune. |
|        | A: B:   |         | Bulgarie -Image 1 : Fuselage : Cocarde en 3 cercles: centre blanc, milieu vert, extérieur rouge, parfois bordé de blanc. -Image 2 : -Variantes en étoile : -A : Étoile rouge bordée de blanc et rouge, au centre cocarde de 3 cercles: centre blanc, milieu vert, extérieur rouge, bordé de blanc. -B : Étoile rouge bordée de blanc et rouge, au centre cocarde de 3 cercles: centre rouge, milieu vert, extérieur blanc. |
|        |         | A: D:   | Burkina Faso - Depuis 1990 : -Image 1 : Fuselage :Cocarde : Cercle divisé en deux parties horizontales, haut en rouge, bas en vert, au centre du cercle une étoile jaune. -Image 2 : Dérive : En drapeau en deux parties horizontales, haut en rouge, bas en vert, au centre une étoile jaune. - De 1963 à 1990 : -Image 3 : -A: Fuselage : Cocarde en trois cercles : centre noir, milieu blanc, extérieur rouge. -B: Dérive : en drapeau: haut noir, milieu, blanc, bas rouge. |
|        |         |         | Burundi Fuselage : Cocarde en 3 cercles: centre en vert, milieu en blanc, supérieur en rouge. |

## C
| Image 1     | Image 2     | Pays |
| ----------- | ----------- | --- |
|             |             | Cambodge Fuselage : Cocarde en 2 cercles: rouge au centre et bleu à l'extérieur, dans le cercle central, en blanc, la silhouette du temple d'Angkor Vat. |
|             |             | Cameroun Fuselage : Cocarde: 3 cercles: central en vert, milieu en rouge, supérieur en jaune. |
| A: B: C: D: | A: B: C: D: | Canada -Image 1 : -Fuselage : -A : Cocarde en 2 cercles: supérieur en bleu et milieu en blanc avec une feuille d'érable rouge à 11 pointes. -B :Basse visibilité: Idem que B mais en ton gris (varie selon la couleur de l'appareil). Dérive : -C : drapeau canadien: en 3 parties verticales: 1er et 4e quart en rouge, le centre en blanc avec une feuille d'érable rouge à 11 pointes. -D : basse visibilité: Idem que C mais en ton gris (varie selon la couleur de l'appareil). - Image 2 : Fuselage : -A : Cocarde en 2 cercles: supérieur en bleu et milieu en blanc avec une feuille d'érable rouge. Cocarde originale. -B : Basse visibilité : supérieur en bleu et milieu évidé avec une feuille d'érable rouge à 11 pointes. Dérive : -C : Drapeau canadien: en 3 parties verticales: 1er et 4e quart en rouge, le centre évidé avec une feuille d'érable rouge à 11 pointes. -D : « Canadian Red Insign » : Drapeau rouge, au 1er quart supérieur gauche l'Union Jack (toujours vers l'avant), au centre de la 2e moitié droite emblème de la marine marchande britannique, et rehaussé des armoiries du Canada. officialisé en 1945. |
|             |             | République centrafricaine Fuselage : Cocarde en trois cercles : centre blanc, milieu vert, supérieur jaune, le tout traversé par une bande verticale rouge à son centre un cercle bleu avec une étoile jaune centrée. |
| A: B:       | A: B:       | Chili -Image 1 : Fuselage : -A : Cocarde en écu « arrondi » en deux parties : haut en bleu, bas en rouge, au centre une étoile blanche, le tout parfois entouré de blanc. Porté sur l'aile droite et sous la gauche. -B : Basse visibilité : évidé au contour gris séparé en deux, au centre une étoile grise. N.B. : Aéronautique navale : rajout d'une ancre noire surmonté d'une étoile du même, ainsi que les inscriptions « NAVAL » et « Armada de Chile » -Image 2 : Dérives : -A : Bleu avec une étoile blanche centrée. -B : Basse visibilité: évidé avec une étoile blanche. |
|             | A: B:       | Chine -Image 1 : Fuselage : Cocarde en étoile : rouge, idéogramme au centre, bordure jaune, deux pattes latérales rouges bordées de jaune. -Image 2 : Ancienne identification: Fuselage : Cocarde : Cercle bleu avec une étoile blanche à 12 branches, au centre un cercle blanc borduré de bleu. Dérive : en 12 bandes alternées blanc et bleu. |
|             |             | Chypre Fuselage : cocarde en 3 cercles: centre et extérieur en bleu clair centre en blanc. |
|             |             | Colombie -Image 1 : Fuselage : Cocarde en deux cercles : moitié haute en jaune, moitié basse : quart gauche bleu, quart droit rouge. -Image 2 : Basse visibilité : uniquement les contours des couleurs. |
|             |             | Comores Fuselage : croissant de lune blanc en biais, 4 étoiles du même entre les pointes, le tout sur fond vert. |
|             | A: B:       | République du Congo -Image 1 : Cocarde en trois cercles : centre en vert, milieu en jaune, supérieur en rouge. -Image 2 : Variantes: -A : Cocarde en trois tiers inclinés vers le haut: haut vert, centre jaune, bas rouge. -B : Cocarde : deux rameaux vert courbé opposés, entre les pointes une étoile jaune, entre les bases un marteau et une hachette entrecroisés (marteau tête à gauche), le tout sur fond rouge. Reprend l'ancien drapeau de 1968 à 1979. |
|             |             | Corée du Nord Fuselage : en cercle : une étoile rouge sur fond blanc au 2/3, cerclé de 3 cercles: central en rouge, milieu en blanc et supérieur en bleu Dérive : sans |
| A: B:       |             | Corée du Sud Fuselage : - A : cocarde bordurée de bleu à l'intérieur le sigle Yin et yang l'un sur l'autre (sans points), celui du dessus en rouge et le dessous en bleu, séparation en blanc, le tout sur une bande blanche bordurée bleu avec à son centre un liseré rouge. - B : basse visibilité : le bleu est remplacé par du gris foncé, le rouge par du gris clair et le blanc est évidé. |
|             |             | Costa Rica Image 1 : Cocarde en trois cercles: centre rouge, milieu blanc, extérieur bleu avec les inscriptions : Ministerio de Seguridad Publica - Seccion Aerea. Image 2 : Dérive : Cocarde en drapeau: reprise du drapeau national, en 5 bandes verticales: le 2 extérieurs en bleu, les 2 du milieu en blanc et la bande centrale plus large en rouge. |
|             |             | Côte d'Ivoire Fuselage : Cocarde en trois cercles : centre orange, milieu blanc supérieur vert liseré blanc. |
|             |             | Croatie Fuselage : Cocarde bleue avec deux carrés rouges, un en haut à gauche, l'autre en bas à droite, les pointes communes se touchant. |
|             | A: B:       | Cuba Fuselage : -Image 1 : cocarde bleue, un triangle rouge pointe en bas, une petite étoile blanche au centre, utilisée de 1928 à 1955 puis réutilisée depuis 1962. -Image 2 : -A : étoile blanche liserée de rouge sur une bande bleue. Utilisée par l'aviation militaire cubaine de 1955 à 1959. -B : triangle rouge avec une petite étoile blanche, sur une bande en 3 parties verticales: haut et bas en bleu milieu en blanc. Utilisé par les forces aériennes révolutionnaires de 1959 à 1962. |